# Лукићијада
„Лукицијада ” је југословенска телевизијска серија снимљена 1982. године у продукцији Телевизије Београд.

## Улоге
| Глумац                  | Улога |
| ----------------------- | ----- |
| Никола Симић            | Деда  |
| Олга Спиридоновић       | Баба  |
| Драган Зарић            | Тата  |
| Жижа Стојановић         | Мама  |
| Миленко Павлов          | Јоца  |
| Владислава Милосављевић | Јасна |

Комплетна ТВ екипа ▼
| Редитељ    | Мирјана Самарџић  |
| Сценариста | Владимир Андрић   |
| Сценариста | Драган Лукић      |
| Сценариста | Влада Стојиљковић |